# 蘇清阿
蘇清阿（1799年—？），更名文熙，瓜爾佳氏，字勵泉，桔農，號友石，又號秋潭，滿洲鑲紅旗人。

## 生平
道光十四年（1834年）甲午科順天鄉試第二百八名舉人，十八年（1838年）戊戌科會試中試第九十八名貢士，殿試二甲第七十四名進士出身。
初任都察院筆帖式，刑部堂主事。

## 家族
- 始祖書勒圖喀。
- 世祖廓普托恩（又科普屯）。胞弟馬克都。“馬克都，鑲紅旗人，世居安褚拉庫地方，天聰時來歸。其曽孫瑚密色原任大理寺卿，多薩納原任郎中。元孫瑚山由筆帖式從征厄魯特噶爾丹，在烏爾輝河地方擊賊陣亡，贈雲騎尉。……又馬克都親兄科普屯之四世孫伊蘭泰現任筆帖式”（载《八旗滿洲氏族通譜》卷二）。胞弟馬唐阿，其曾孙殷泰任四川陜西總督（参见陕甘总督）。
- 世祖奇瑪禪。
- 太高祖鄂海。
- 高祖瑪薩禮。
- 曾祖父伊奇，驍騎校，授世袭恩骑尉。妻費莫氏。
- 祖父伊蘭泰，乾隆十年翻譯進士，內閣學士。妻那拉氏、盧佳氏。
- 父親福綿 (清朝)，山西巡撫、仓场侍郎。妻寧古塔氏。
- 胞弟蘇芳阿，御史，编有《国朝御史题名錄》。其子贵州巡抚嵩崐；同治丁卯举人嵩峋，特授翰林，江苏扬州府知府[2]。
- 胞弟蘇昌阿。妻鄭佳氏（胞兄正藍旗滿洲包衣、道光九年进士錫麟（道光进士），父乾隆壬子科繙譯舉人、正白旗漢軍副都統松長）。
- 姐妹瓜爾佳氏，分别嫁：
  - 正藍旗滿洲包衣、道光九年进士鄭佳氏錫麟（道光进士）（字仁趾，号晉齋）。其父乾隆壬子科繙譯舉人、正白旗漢軍副都統松長，祖父乾隆三十三年（1768）戊子科舉人金柱（又全柱）；胞叔太僕寺正卿松廷，其妻高佳氏（祖父正藍旗滿洲包衣、乾隆四年（1739年）己未科進士敏文，榜名高其文）；胞叔安徽按察使文麟，其女鄭佳氏分别嫁宗室永義（父宗室弘超，祖父諴恪親王允祕即康熙帝第二十四子），（二继嫁）鑲黃旗滿洲、道光丁未科進士高佳氏文玉（父嘉慶己巳科進士景綸，祖父良禧，曾祖廷麟，高祖長蘆鹽政高誠，高叔祖大学士高晋）。
  - 鑲黃旗滿洲、筆帖式佛爾清格。
- 妻諾敏氏（胞正黃旗蒙古、兄道光戊戌科進士恩麟，父廣西按察使多容安，母爱新觉罗氏（父鑲藍旗宗室興瑞，祖父內大臣、工部侍郎宗室恆魯））。
- 子嵩壽。原配妻鄂卓氏（父镶蓝旗满洲、道光癸未科進士恭慤公吉明，祖父湖南督糧道福順；堂叔道光二年同年进士吉达善、吉年），继妻尚佳氏（父镶蓝旗汉军、贵州总兵尚宗轼，胞侄光緒十八年（1892年）壬辰科进士尚其亨）。孙儿葆椿（生母鄂卓氏），妻尚佳氏（父镶蓝旗汉军、襲輕車都尉尚昌壽，嫡堂兄光緒十八年（1892年）壬辰科进士尚其亨）。
- 女兒瓜爾佳氏，嫁鑲黃旗滿洲沙濟富察氏恩福（字雲峰），官盛京戶部侍郎、熱河都統等職（先祖吏部尚書誠毅公託庸）。